# Hydrocotyle burmanica
Hydrocotyle burmanica är en växtart i släktet Hydrocotyle och familjen araliaväxter.
Arten förekommer i Myanmar. Den beskrevs av Wilhelm Sulpiz Kurz 1871.